# Progettazione del suono
La progettazione del suono o design del suono (in inglese Sound Design) è l'arte e la pratica di creare tracce sonore per molteplici necessità. Esso implica l'acquisizione o la creazione di elementi uditivi utilizzando tecniche e strumenti di produzione audio. È utilizzato in diversi settori, tra cui quello della produzione cinematografica, della produzione televisiva, dello sviluppo di videogiochi, del teatro, della registrazione e della riproduzione del suono, delle esibizioni dal vivo, dell'arte sonora, della post-produzione, della radio e dello sviluppo della musica strumentale. Il design del suono comunemente include la produzione (vedi per esempio Rumorista) e la modifica di audio precedentemente composti o registrati, come effetti sonori e dialoghi, ma può anche comportare la creazione di suoni da zero attraverso i sintetizzatori. Un progettista del suono è colui che pratica la progettazione del suono.

## Storia

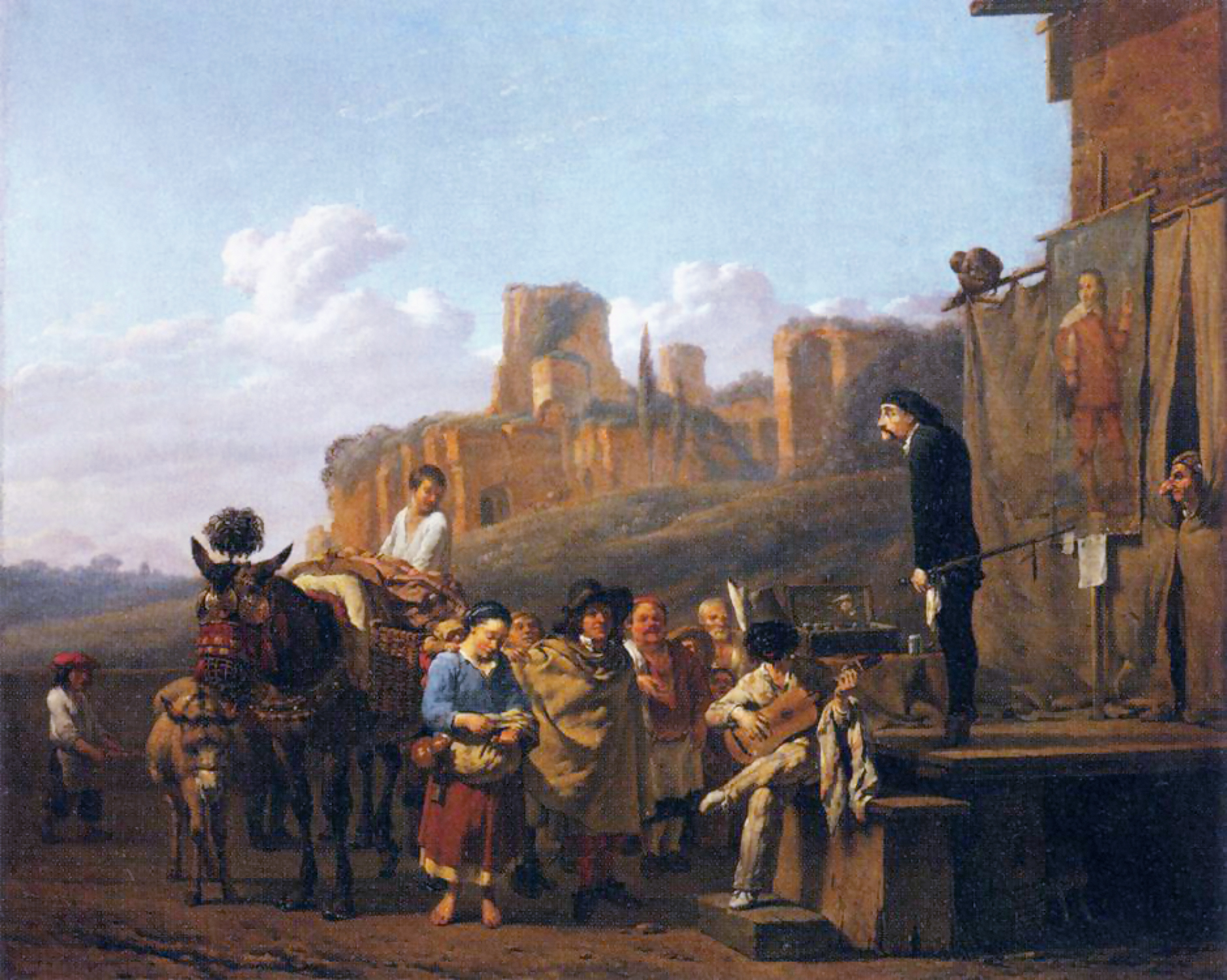
Karel Dujardins, Commedia dell'arte, 1657

L'uso del suono per suscitare emozioni, riflettere l'umore ed enfatizzare azioni in spettacoli e balletti è iniziato nella preistoria.  All'inizio, era tipico durante le pratiche religiose per la guarigione o per la ricreazione. Nell'antico Giappone, eventi teatrali chiamati kagura venivano rappresentati nei santuari scintoisti con musica e danza.
Gli spettacoli teatrali venivano rappresentati in epoca medievale in una specie di teatro chiamato Commedia dell'arte, che utilizzava musica ed effetti sonori per migliorare le esibizioni. Seguì l'uso della musica e del suono nel teatro elisabettiano, in cui musica ed effetti sonori erano prodotti da sotto il palco usando strumenti come campane, fischietti e corni. Al copione vennero aggiunte le battute d'ingresso per indicare il momento preciso in cui la musica e gli effetti sonori dovevano essere riprodotti.
A partire dal 1913 il compositore italiano Luigi Russolo costruì alcuni dispositivi meccanici per produrre suoni, chiamati intonarumori, per esibizioni musicali e spettacoli teatrali futuristi. Questi dispositivi dovevano simulare suoni naturali e artificiali, come treni e bombe. Il trattato di Russolo L'arte dei rumori, è uno dei primi documenti scritti sull'uso del rumore astratto a fini artistici. Dopo la sua morte, i suoi intonarumori furono usati negli spettacoli teatrali più convenzionali per creare effetti sonori realistici.

### Suono registrato
Forse il primo caso di utilizzo del suono registrato nel teatro fu quello di un fonografo che riproduceva il pianto di un bambino in un teatro di Londra nel 1890. Sedici anni dopo, Herbert Beerbohm Tree usò le registrazioni nella sua produzione londinese della tragedia Nero di Stephen Phillips. L'evento è testimoniato nel Theater Magazine (1906) con due fotografie: una mostra un musicista che suona una tromba in un grande corno attaccato a un registratore di dischi, l'altra un attore che registra le urla angosciose e i gemiti dei martiri torturati. L'articolo afferma: «questi suoni sono tutti realisticamente riprodotti dal grammofono». Come citato da Bertolt Brecht, c'era una commedia su Rasputin scritta nel 1927 da Alexej Tolstoi e diretta da Erwin Piscator che includeva una registrazione della voce di Lenin. Alcuni direttori di scena si specializzarono come effettisti, creando ed eseguendo effetti sonori fuori dal palcoscenico mescolando tecniche d'imitazione vocale, congegni meccanici ed elettrici e dischi grammofonici. Molta cura e attenzione sono state prestate alla produzione e all'esecuzione di questi effetti, sia naturalistici che astratti. Nel corso del ventesimo secolo l'uso degli effetti sonori registrati ha iniziato a prendere il posto degli effetti sonori dal vivo, sebbene spesso era compito del direttore di scena trovare gli effetti sonori e un elettricista che riproduceva le registrazioni durante le esibizioni.
Tra il 1980 e il 1988 Charlie Richmond, la prima persona ad occuparsi di progettazione del suono per l'USITT (United States Institute for Theatre Technology) ha supervisionato i lavori della sua commissione per la progettazione del suono per definire i doveri, le responsabilità, gli standard e le procedure che normalmente ci si potrebbe aspettare da un progettista del suono teatrale in Nord America. Questo argomento è ancora regolarmente discusso da quel gruppo, ma in quel periodo sono state tratte alcune conclusioni sostanziali ed egli ha scritto un documento che fornisce una breve documentazione di ciò che ci si aspettava a quel tempo. Successivamente è stato fornito sia all'ADC che a David Goodman, quando entrambi avevano in programma di rappresentare i progettisti del suono negli anni '90.

### Tecnologia digitale

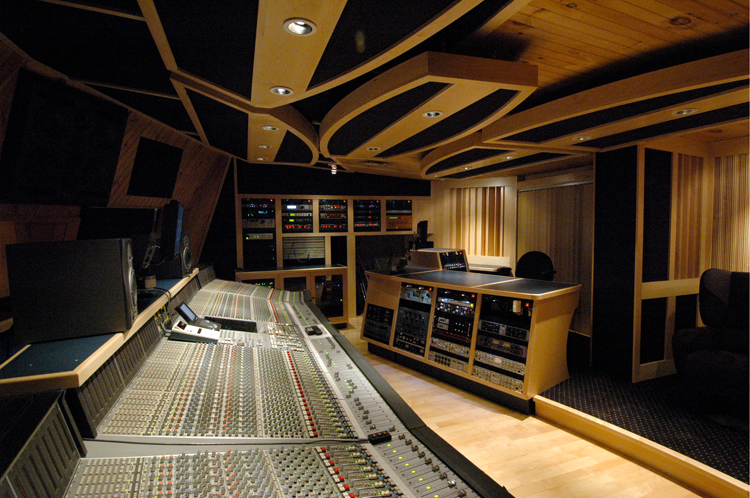
Moderna sala di controllo digitale presso Tainted Blue studios, 2010

Il MIDI e la tecnologia audio digitale hanno contribuito all'evoluzione delle tecniche di produzione del suono negli anni '80 e '90. Le DAW (Digital Audio Workstations) e i diversi algoritmi di elaborazione del segnale digitale applicati in esse consentono di realizzare tracce sonore più complicate con più tracce audio e effetti uditivi. La possibilità di tornare indietro illimitatamente e l'editing dei campioni e dei livelli consentono più accuratezza nel controllo delle tracce audio.
Nel suono teatrale, le qualità dei sistemi computerizzati di sound design sono state riconosciute come essenziali per i sistemi di controllo degli spettacoli dal vivo al Walt Disney World e, di conseguenza, la Disney ha utilizzato sistemi di quel tipo per controllare molte strutture nei loro parchi a tema Disney-MGM Studios, che aprirono nel 1989. Queste funzionalità sono state incorporate nella specifica MIDI Show Control (MSC), un protocollo di comunicazione aperto utilizzato per interagire con diversi dispositivi. Il primo spettacolo ad utilizzare appieno le specifiche MSC fu la Magic Kingdom Parade al Walt Disney World nel settembre 1991.
La crescita dell'interesse per l'audio nei giochi ha portato anche a dispositivi audio interattivi più avanzati che sono accessibili anche senza un background di programmazione informatica. Alcuni di questi strumenti software (chiamati "strumenti di implementazione" o "motori audio") presentano un flusso di lavoro simile a quello dei programmi di DAW più convenzionali e possono anche consentire al personale della produzione audio di intraprendere alcune delle attività sonore interattive più creative (che sono considerate parte della progettazione del suono per applicazioni informatiche) che in precedenza avrebbero richiesto un programmatore informatico. Le applicazioni interattive hanno anche dato origine a molteplici tecniche di "audio dinamico" che significa genericamente suono regolato "parametricamente" durante l'esecuzione del programma. Questo permette di avere un'espressione più ampia dei suoni, più simile a quella dei film, perché in questo modo il sound designer può, ad esempio, creare suoni di passi che variano in modo credibile e non ripetitivo e che corrispondono anche a ciò che si vede nell'immagine. La DAW non può "comunicare" direttamente con i motori del gioco, perché gli eventi del gioco si verificano spesso in un ordine imprevedibile, mentre le DAW tradizionali così come i cosiddetti media lineari (TV, film ecc.) fanno sì che tutto avvenga nello stesso ordine ogni volta che viene eseguita la produzione. Soprattutto i giochi hanno anche portato a un mix dinamico o adattivo.
Il World Wide Web ha notevolmente migliorato la capacità dei sound designer di acquisire materiale sorgente in modo rapido, semplice ed economico. Al giorno d'oggi, un designer può riprodurre in anteprima e scaricare suoni più nitidi e più "credibili" rispetto alla faticose ricerche nei negozi di dischi, nelle biblioteche, che consumavano tempo e budget per (spesso) registrazioni di qualità inferiore. In più, l'innovazione del software ha permesso ai designer del suono di adottare un approccio più fai da te. Dalla comodità di casa loro e in qualsiasi momento, possono semplicemente utilizzare un computer, degli altoparlanti e delle cuffie anziché noleggiare (o acquistare) attrezzature costose o uno studio per l'editing e il missaggio. Questo consente più rapide produzioni e negoziazioni cliente.

## Applicazioni

### Film
Nella produzione cinematografica, il tecnico/sound designer è il membro della troupe responsabile per l'intera traccia sonora di un film o solo per alcune parti specifiche. Nell'industria cinematografica americana, il titolo di Sound Designer non è controllato da nessuna organizzazione professionale, a differenza dei titoli di Direttore e di Sceneggiatore.
I termini sound design e sound designer sono stati iniziati ad essere usati nell'industria cinematografica nel 1969. A quel tempo,  il titolo di sound designer è stato inizialmente assegnato da Francis Ford Coppola a Walter Murch  come riconoscimento per il suo contributo al film The Rain People.  Il significato originale del titolo di designer del suono, come stabilito da Coppola e Murch, era "sostanzialmente un individuo responsabile di tutti gli aspetti della traccia sonora di un film, dal dialogo e dalla registrazione degli effetti sonori al missaggio della traccia finale ". Il termine sound designer ha sostituito gli appellativi come supervisore al montaggio sonoro o al missaggio, per quella che era essenzialmente la stessa posizione: il principale progettista della traccia sonora finale. Tecnici del suono come Murray Spivack (King Kong), George Groves (Il cantante di jazz), James G. Stewart (Quarto potere) e Carl Faulkner (Viaggio al centro della Terra) hanno prestato servizio in questa veste durante l'era degli studios di Hollywood, e sono generalmente considerati sound designer con un nome differente.
Il vantaggio di definirsi sound designer, a partire dai decenni successivi, era duplice. Ha consentito strategicamente a una singola persona di lavorare sia come montatore che come tecnico del missaggio in un film senza incorrere in problemi riguardanti le giurisdizioni dei montatori e dei fonici, come indicato dai rispettivi sindacati. Inoltre, è stata una mossa intelligente che ha legittimato il campo della post-produzione del suono in un momento in cui gli studi ridimensionavano i loro reparti audio e quando i produttori stavano regolarmente risparmiando sui budget e sugli stipendi per i tecnici del suono. In tal modo, ha permesso a coloro che si definivano sound designer di competere per il lavoro a contratto e di negoziare salari più elevati. La figura del progettista del suono emerse quindi in un modo simile a quella dello scenografo, che fu creata negli anni '30, quando William Cameron Menzies diede alcuni contributi rivoluzionari nella direzione artistica per la realizzazione di Via col vento.
Il team di produzione audio è una delle componenti principali dello staff di produzione, con un output creativo paragonabile a quella del montatore del film o del direttore della fotografia. Diversi fattori hanno portato all'avanzamento della produzione audio a questo livello, quando in precedenza era considerato subordinato ad altre parti del film:
- I sistemi audio dei cinema diventarono in grado di riprodurre con alta fedeltà, in particolare dopo l'adozione del Dolby Stereo. Questi sistemi sono stati originariamente concepiti come espedienti per aumentare la partecipazione teatrale, ma la loro diffusione ha creato un vuoto di contenuti che doveva essere colmato da professionisti competenti. Prima delle tracce sonore stereo, il suono del film era di bassa fedeltà, a tal punto che solo i dialoghi e alcuni effetti sonori occasionali erano funzionali. La maggior parte dei nuovi sistemi, unita alla capacità di produrre suoni ai lati o dietro il pubblico, ha offerto al team di produzione audio nuove opportunità di espressione creativa nel film.
- Alcuni registi erano interessati a cogliere le nuove potenzialità del mezzo. Una nuova generazione di produttori cinematografici, i cosiddetti "Easy Riders and Raging Bulls" —Martin Scorsese, Steven Spielberg, George Lucas e altri — erano consapevoli del potenziale creativo del suono e volevano sfruttarlo.
- I produttori sono stati ispirati dalla musica popolare dell'epoca. Album concettuali di gruppi come i Pink Floyd e The Beatles hanno suggerito nuove modalità di narrazione e tecniche creative che potrebbero essere adattate ai film.
- I nuovi produttori cinematografici hanno realizzato i loro primi film al di fuori di Hollywood, lontani dall'influenza dei sindacati cinematografici e dal sistema di studio che stava rapidamente scomparendo.

Il titolo contemporaneo di sound designer può essere paragonato al titolo più tradizionale di supervisore al montaggio sonoro; molti designer usano entrambi i titoli in modo intercambiabile. Il ruolo di supervisore del montaggio sonoro, o supervisore del suono, si è sviluppato parallelamente al ruolo del sound designer. La richiesta di tracce sonore più sofisticate è stata avvertita sia all'interno che all'esterno di Hollywood, e il supervisore del montaggio sonoro è diventato il capo del grande settore del suono, con uno staff di dozzine di tecnici del suono, che era necessario per realizzare un lavoro sonoro completo con un rapido tempo di produzione.

### Teatro
Il design del suono, come disciplina distinta, è uno dei settori più giovani dell'arte scenica, secondo solo all'uso della proiezione e di altri schermi multimediali, sebbene le idee e le tecniche del design del suono siano in circolazione da quando è iniziato il teatro. Dan Dugan, lavorando con tre registratori stereo a nastro mandati in dieci zone di altoparlanti durante la stagione 1968-1969 dell'American Conservatory Theatre (ACT) di San Francisco, fu la prima persona a essere chiamata sound designer.
La moderna tecnologia audio ha permesso ai progettisti del suono per il teatro di produrre progetti flessibili, complessi e poco costosi che possono essere facilmente integrati nelle esibizioni dal vivo. L'influenza del cinema e della televisione sulla drammaturgia permette di vedere sceneggiature scritte sempre più spesso con scene più brevi, difficili da realizzare con gli sfondi ma facilmente realizzabili grazie al suono. Lo sviluppo del design del suono cinematografico sta dando a scrittori e registi maggiori aspettative e conoscenza del suono. Di conseguenza, il design del suono teatrale è molto diffuso e i designer affermati stabiliscono solitamente collaborazioni a lungo termine con i registi.

#### Musical
Il design del suono per i musical spesso si concentra sulla progettazione e sull'implementazione di un sistema di amplificazione del suono, che soddisferà le esigenze della produzione. Se un impianto sonoro è già installato nella sala delle esibizioni, è compito del sound designer regolare l'impianto al meglio per una particolare produzione. La regolazione di un impianto audio include vari metodi, tra cui l'equalizzazione, il ritardo del suono, il volume, il posizionamento dei diffusori e dei microfoni, e in alcuni casi, l'aggiunta di nuova attrezzatura. In collaborazione con il regista e il direttore musicale, se presente, il progettista che si occupa dell'amplificazione del suono determina l'utilizzo e il posizionamento dei microfoni per gli attori e i musicisti. Inoltre, assicura che l'esibizione possa essere ascoltata e compresa da tutti gli spettatori, indipendentemente dalla forma, dalla dimensione o dall'acustica del luogo, e che gli artisti riescano a sentire tutto ciò di cui hanno bisogno per svolgere bene il loro lavoro. Mentre il design del suono per un musical si concentra maggiormente sui valori artistici dell'amplificazione del suono, alcuni musical, come Into the Woods richiedono anche importanti partiture. L'amplificazione del suono è stata riconosciuta dall'American Theatre Wing's Tony Awards con il Tony Award per il miglior sound design di un musical fino alla stagione 2014-15, successivamente ripristinata nella stagione 2017-18.

#### Opera
Il design del suono delle opere teatrali spesso include la scelta della musica e dei suoni (la colonna sonora) per una produzione basata sull'intima familiarità con lo spettacolo, e la progettazione, l'installazione, la calibrazione e l'utilizzo dell'impianto audio che riproduce la colonna sonora. Il progettista del suono per un'opera teatrale e il regista lavorano insieme per decidere i temi e le emozioni da esplorare. Sulla base di ciò, il sound designer, in collaborazione con il regista (e possibilmente il compositore), decide quali suoni andranno utilizzati per creare l'atmosfera desiderata. In alcune produzioni, potrebbe anche essere ingaggiato egli stesso per comporre la musica per lo spettacolo. Il sound designer e il regista spesso collaborano per "trovare" le battute d'ingresso nell'opera (ovvero, decidere quando e dove un suono verrà usato nell'opera). Alcune produzioni potrebbero usare la musica solo durante i cambi di scena, mentre altre potrebbero usare effetti sonori. Allo stesso modo, una scena potrebbe essere enfatizzata con musica, effetti sonori o suoni astratti. Alcuni sound designer sono compositori di talento, scrivono e producono musica per produzioni e creano nuovi suoni.  Molti progetti sonori per le opere teatrali richiedono anche una significativa amplificazione del suono. 

### Musica
Nel settore della musica contemporanea, in particolare nella produzione di musica rock, musica d'ambiente, rock progressive e generi simili, il produttore discografico e l'ingegnere della registrazione svolgono ruoli importanti nella creazione del suono complessivo (o un paesaggio sonoro) di una registrazione, talvolta anche di un'esibizione dal vivo. Un produttore discografico ha la responsabilità di estrarre la migliore performance possibile dai musicisti e di prendere decisioni sia musicali che tecniche sui timbri degli strumenti, gli arrangiamenti, ecc. In alcuni casi, in particolare nei progetti di musica elettronica, artisti e produttori dei generi più convenzionali a volte hanno ricevuto aiuto da parte di artisti spesso accreditati come "sound designer", per contribuire alla produzione con specifici effetti uditivi, ambienti, ecc. Queste persone sono generalmente più esperte, ad esempio nella composizione di musica elettronica e sintetizzatori rispetto agli altri musicisti nel gruppo.
Nell'applicazione delle tecniche elettroacustiche (ad esempio il suono binaurale) e nella sintesi sonora per la musica contemporanea o musica di un film, un sound designer (spesso anche un musicista elettronico) a volte si riferisce a un artista che lavora a fianco di un compositore per realizzare gli aspetti più elettronici nella produzione musicale. Questo perché a volte artisti che si definiscono compositori e artisti che si definiscono musicisti elettronici o sound designer hanno interessi diversi. Quest'ultimo è a volte più esperto e interessato nelle tecniche per la musica elettronica, come il sequenziamento e i sintetizzatori, ma il primo, spesso, preferisce usare elementi di musica elettronica nelle sue composizioni, e ha quindi più esperienza nella scrittura di musica in diversi generi. Poiché la musica elettronica stessa è piuttosto ampia nelle tecniche di produzione e spesso separata dalle tecniche applicate in altri generi musicali, questo tipo di collaborazione può essere alquanto naturale oltre che benefica.
Notevoli esempi di sound design (riconosciuto) nella musica sono i contributi di Michael Brook all'album degli U2 The Joshua Tree, di George Massenburg all'album di Jennifer Warnes Famous Blue Raincoat, di Chris Thomas all'album dei Pink Floyd The Dark Side of the Moon, e di Brian Eno all'album Surprise di Paul Simon. 
Nel 1974, Suzanne Ciani ha fondato la sua compagnia di produzione, Ciani/Musica. Inc., che divenne il primo studio per il sound design musicale a New York.

### Moda
Nelle sfilate di moda, il sound designer spesso lavora con il direttore artistico per creare un'atmosfera che si adatti al tema di una collezione, di una campagna commerciale o di un evento.

### Applicazioni informatiche e altre applicazioni
Il suono è ampiamente utilizzato in diverse interfacce uomo-computer, nei giochi per il computer e nei videogiochi. Ci sono alcuni requisiti in più per la produzione audio per le applicazioni informatiche, tra cui la non ripetitività, l'interattività e l'utilizzo di poca memoria e poca CPU. Per esempio, le risorse che richiedono maggiori capacità computazionali sono solitamente dedicate alla grafica, il che significa che a sua volta la riproduzione del suono e spesso limitata a un consumo di memoria superiore e ai limiti di utilizzo della CPU. Questi devono essere aggiunti alle esigenze della produzione audio, poiché spesso non è sufficiente "creare un bel suono", ma il suono deve anche adattarsi ai limiti computazionali del dispositivo, pur continuando a suonare bene, che potrebbe richiedere, ad esempio, l'uso di compressori audio o o sistemi per distribuire in determinati spazi i suoni. Tuttavia, l'utilizzo del suono per le applicazioni informatiche aggiunge anche alcuni nuovi aspetti creativi alla musica e all'audio, poiché l'audio del computer (specialmente nei giochi) spesso richiede di essere interattivo. L'aggiunta dell'interattività può comportare l'utilizzo di diversi sistemi di riproduzione, o di strumenti che permettono la produzione di suoni interattivi (per esempio Max /MSP, Wwise) e si discosta dall'essere giusto una forma d'arte che richiede software o ingegneria elettrica, poiché l'implementazione dell'interattività del suono richiede anche l'ingegneria dei sistemi che riproducono il suono o che, per esempio, elaborino l'input dell'utente. Pertanto, nelle applicazioni interattive, un sound designer spesso collabora con un ingegnere (per esempio un programmatore del suono) che ha a che fare con la progettazione dei sistemi di riproduzione e la loro efficienza.